# سكوت باري (حكم كرة قاعدة)
سكوت باري (بالإنجليزية: Scott Barry)‏ هو حكم كرة قاعدة ‏ أمريكي، ولد في 3 أغسطس 1976 في باتل كريك في الولايات المتحدة.